# Pendukeni Iivula-Ithana
Pendukeni Maria Iivula-Ithana (* 11. Oktober 1952 in Uukwandongo, Südwestafrika als Pendukeni Kaulinge) ist eine namibische SWAPO-Politikerin, Generalsekretärin ihrer Partei und war zwischen 1991 und 2018 Ministerin in verschiedenen Ressorts.

## Leben

### Jugend und Exil
Iivula-Ithana verließ 1974 Namibia und ging ins Exil. Sie war eine der ersten weiblichen Kämpferinnen der People’s Liberation Army  of Namibia (PLAN; Volksbefreiungsarmee von Namibia). Im Exil machte sie 1979 ein Diplom in Öffentlicher Verwaltung und Management am UN Institute of Namibia in Lusaka, Sambia. Im Exil wurde sie 1980 Vorsitzende der SWAPO-Frauenliga. Das Amt hatte sie bis 1991 inne. Ab 1982 war sie eine von nur drei Frauen, die dem Central Committee der SWAPO angehörten.

### Nach der Unabhängigkeit
Mit der Unabhängigkeit Namibias kehrte sie nach Namibia zurück, wo sie 1989 in die verfassungsgebende Versammlung gewählt wurde, seitdem ist sie Mitglied der Nationalversammlung. Von 1990 an war sie für ein Jahr stellvertretende Ministerin für Wildtiere, Umwelt und Tourismus (heute Ministerium für Umwelt und Tourismus), ehe sie 1991 Ministerin für Jugend, Sport und Kultur wurde. 1996 wechselte sie als Ministerin in das Ressort für Land und Umsiedlung (bis 2000). Sie war damit zuständig für das wichtige Gesetzt für die Landreform, das letztendlich am Nationalrat scheiterte.
Ende der 1990er Jahre begann sie parallel zu ihrer Tätigkeit als Ministerin in Teilzeit ein Jura-Studium an der Universität von Namibia. 1998 machte sie ihren Bachelor (B Juris), 1998 ihren Bachelor in Rechtswissenschaften (LL.B.). 2001 wurde sie Generalstaatsanwältin. Sie war die erste Frau in diesem Amt, zu dessen Aufgaben die Rechtsberatung des Präsidenten sowie der Schutz der Verfassung gehört. 2005 berief sie der neue Präsident Hifikepunye Pohamba zusätzlich zur Justizministerin. 2007 wurde sie zur Secretary General der SWAPO gewählt. Sie war die erste Frau in diesem Amt.
2012 trat sie gegen Hage Geingob als Vizepräsidentin der SWAPO an. Wenn sie gewonnen hätte, wäre sie die Präsidentschaftskandidatin der SWAPO bei der Wahl 2014 gewesen. Doch Iivula-Ithana wurde noch nicht einmal vom SWAPO Women’s Council unterstützt und unterlag haushoch. Danach begann ihr politischer Abstieg. Zunächst ernannte sie Hifikepunye Pohamba zur Innenministerin, womit sie weniger Einfluss hatte als im Justizministerium. 2018 berief sie Präsident Hage Geingob ab, obwohl ihr allgemein eine gute Amtsführung bescheinigt wurde.